# Ricengo
Ricengo là một đô thị ở tỉnh Cremona, vùng Lombardia của Italia, có vị trí cách khoảng 45 km về phía đông của Milan và khoảng 40 km về phía tây bắc của Cremona. Tại thời điểm ngày 31 tháng 12 năm 2004, đô thị này có dân số 1.436 người và diện tích là 12,6 km².
Ricengo giáp các đô thị: Camisano, Casale Cremasco-Vidolasco, Casaletto di Sopra, Crema, Offanengo, Pianengo, Sergnano.